# 대한민국 상법 제244조
대한민국 상법 제244조는 조직변경에 의하여 유한책임사원이 된 자의 책임에 대한 상법 회사법의 조문이다.

## 조문
제244조 (조직변경에 의하여 유한책임사원이 된 자의 책임) 합명회사사원으로서 제242조 제1항의 규정에 의하여 유한책임사원이 된 자는 전조의 규정에 의한 본점등기를 하기 전에 생긴 회사채무에 대하여는 등기 후 2년 내에는 무한책임사원의 책임을 면하지 못한다.

第244條 (組織變更에 依하여 有限責任社員이 된 者의 責任) 合名會社社員으로서 第242條第1項의 規定에 依하여 有限責任社員이 된 者는 前條의 規定에 依한 本店登記를 하기 前에 생긴 會社債務에 對하여는 登記 後 2年內에는 無限責任社員의 責任을 免하지 못한다.